# (5872) Sugano
(5872) Sugano est un astéroïde de la ceinture principale.

## Description
(5872) Sugano est un astéroïde de la ceinture principale. Il fut découvert le 30 septembre 1989 à Minami-Oda par Toshirō Nomura et Kōyō Kawanishi. Il présente une orbite caractérisée par un demi-grand axe de 2,25 UA, une excentricité de 0,13 et une inclinaison de 6,6° par rapport à l'écliptique.
La nature binaire de l'astéroïde a été annoncée le 11 octobre 2016 dans le n°4327 du Central Bureau for Astronomical Telegrams.

## Compléments